# パズルゲーム

お絵かきロジック完成までの流れ（GIFアニメ）

パズルゲームとは、一般にはパズルをコンピューターゲームでプレイできるよう作られたゲームソフトのことを言い、パズルそのものとは緩やかに区別される。コンピュータゲームのジャンルの一つ。PZLという略表記もまま使われる。
従来のパズルがコンピューターゲームとして提供されることにより、操作の簡便さ、設問数や視聴覚面の充実、再挑戦のしやすさ、プレイ環境の手軽さ、実力に応じた難易度設定が可能、自動的な解答のチェックなどのメリットを得ることができた。
またコンピューターによる処理能力を活かし、アクション性や敗北条件などを付け加えることで対戦要素やステージクリアモード（俗に言うストーリーモード）を採り入れて、従来のパズルでは不可能だった遊び方をコンピューターゲームで実現している。これにより現実世界では不可能な表現を用いたパズルが登場したり、アクションパズルなど古来の「パズル」にはなかったジャンルも生まれたりしている。
家庭用ゲーム機のパッケージソフトでは、1本数千円といった価格に見合ったボリュームを提供することが難しいため、ユーザーや支持者がかなり限定されるジャンルではあるが、テトリスなど社会現象にもなったソフトも存在する。
一方、パソコン向けのフリーウェアやブラウザゲーム、携帯電話・インターネット対応の携帯ゲーム機・スマートフォンなどの端末で需要が多いカジュアルゲームでは、手軽に遊べるパズルが人気ジャンルとして定着した。
詰碁や詰将棋、テトリス・マッチ3ゲームなど古典的なパズルも依然人気があるが、2000年代後半にプロセッサの処理能力が上がると物理シミュレーションを利用してオブジェクトの複雑な動きを表現するパズルが登場したり（「Angry Birds」「グーの惑星」など）、タッチパネル・ジャイロセンサーなど新しい入力方法を活用したパズルも開発されるようになった。
3DCGを利用した3次元のパズル要素を持つゲームは、2次元に比べて複雑な思考が要求されるためか、あまり受け入れられていない。3DCGを駆使したゲームでもパズル自体は平面上で展開される場合が多い。
また、コンピューターゲーム以外の分野において、スライディングブロックパズル、知恵の輪、ハノイの塔などの、ゲームの要素をもつ数学パズルを指すことがある。

## 主なパズルゲーム
- 倉庫番
- さめがめ
- ライツアウト
- XI
- I.Q
- ムサピィのチョコマーカー
- インクレディブルマシーンシリーズ
- ピクロス
- ことばのパズル もじぴったん
- ょすみん。
- ヨッシーのクッキー
- GUNPEY
- クォース
- アクションパズル
  - エッガーランド
  - カービィのきらきらきっず
  - ソロモンの鍵
  - 直感ヒトフデ
  - パズループ
  - パズルボブル
  - FLAPPY
  - レミングス
- 落ち物パズル
  - テトリス
  - ぷよぷよ
  - Dr.マリオ
  - ヨッシーのたまご
  - ドロップキューブ
  - 対戦ぱずるだま
  - コラムス
  - ルミネス
  - スーパーパズルファイターIIX
  - ハットリス
  - パネルでポン
  - ボンブリス
  - マジカルドロップ
  - メテオス
- 麻雀牌をモチーフとしたパズル
  - 上海
  - 四川省

倉庫番形式のパズルの正解（動画）

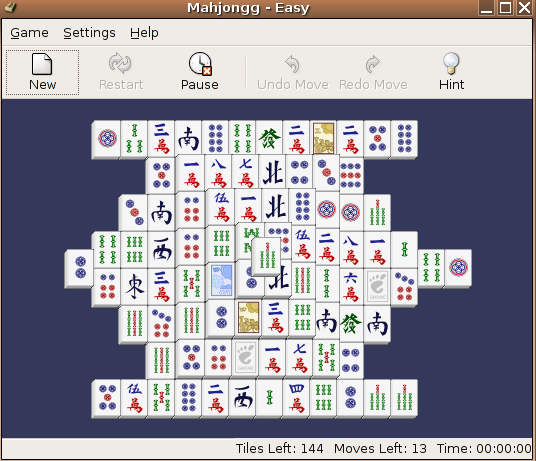
上海

また、以上に挙げたものは市販品であるが、個人作のフリーソフトでも数多くのパズルゲームが出回っており、Vアプリにも移植されたアクションパズル「みすてぃっく☆ばる〜ん」などが知られている。